# Favolus tenuiculus
Favolus tenuiculus är en svampart som beskrevs av P. Beauv. 1806. Favolus tenuiculus ingår i släktet Favolus och familjen Polyporaceae.   Inga underarter finns listade i Catalogue of Life.